# Salvador Lima
Salvador Lima Ruvalcaba (* 1940 in Guadalajara, Jalisco) ist ein ehemaliger mexikanischer Fußballspieler auf der Position eines Verteidigers.

## Leben
Salvador Lima wurde 1957 als hoffnungsvolles Jungtalent vom Club Deportivo Guadalajara verpflichtet, nachdem dieser in der gerade abgelaufenen Saison 1956/57 seinen ersten Meistertitel in der mexikanischen Profiliga gewonnen hatte.
Salvador Lima stand bei Guadalajara von 1957 bis 1960 unter Vertrag und gehörte zum Kader der Meistermannschaft in den Spielzeiten 1958/59 und 1959/60, auch wenn er in diesen 3 Spielzeiten nur zu insgesamt 11 Einsätzen in der ersten Liga kam. Dafür bestritt er das am 3. Mai 1959 ausgetragene Finale um den Supercup gegen den Pokalsieger CD Zacatepec, das 2:1 gewonnen wurde.
Weil Salvador Lima sich jedoch, ebenso wie auch sein Bruder Javier Lima, beim CD Guadalajara nicht wirklich durchsetzen konnte, war seine Profikarriere bereits im Alter von 20 Jahren beendet. Fortan spielte er für den ebenfalls in Guadalajara beheimateten Amateurverein Atlético Latino.

## Erfolge
- Mexikanischer Meister: 1959, 1960
- Mexikanischer Supercup: 1959